# (2113) Ehrdni
(2113) Ehrdni es un asteroide perteneciente al cinturón de asteroides, descubierto el 11 de septiembre de 1972 por Nikolái Stepánovich Chernyj desde el Observatorio Astrofísico de Crimea (República de Crimea).   

## Designación y nombre
Designado provisionalmente como 1972 RJ2. Fue nombrado Ehrdni en honor al héroe soviético Erdní Teledzhíevich Délikov.